# Ringo Starr: Live at Soundstage
Albums de Ringo Starr
Photograph: The Very Best of Ringo
(2007) Liverpool 8
(2008)
Ringo Starr: Live at Soundstage est le neuvième album live de l'ex-Beatles, Ringo Starr, sorti en 2007. Il a été enregistré au Genessee Theatre de Waukegan, dans l'Illinois, le 25 août 2005 dans le cadre de la série de concerts PBS « Soundstage ». Colin Hay et son épouse Cecilia Noel ont rejoint Ringo et ses musiciens sur scène pour la finale de la chanson With a Little Help from my friends.

## Titres
1. With a Little Help from My Friends / It Don't Come Easy (Lennon/McCartney - Starkey) - 3:59
2. Octopus's Garden (Richard Starkey) - 3:09
3. Choose Love (Gary Burr/Steve Dudas/Mark Hudson/Dean Grakal/Starkey) - 3:30
4. I Wanna Be Your Man (Lennon/McCartney) - 3:20
5. Don't Pass Me By (Richard Starkey) - 3:45
6. I'm the Greatest (John Lennon) - 3:05
7. Memphis in Your Mind (Burr/Dudas/Hudson/Grakal/Starkey) - 3:18
8. Photograph (Starkey/Harrison) - 3:53
9. Never Without You (Hudson/Gary T. Nicholson/Starkey) - 4:57
10. Back Off Boogaloo (Starkey) - 3:57
11. Boys (Luther Dixon/Wes Farrell) - 3:01
12. Yellow Submarine (Lennon/McCartney) - 3:57
13. Act Naturally (Johnny Russell/Voni Morrison) - 2:48
14. With a Little Help from My Friends (Lennon/McCartney) - 4:42

## Musiciens
- Ringo Starr: Batterie, chant
- Mark Hudson: Guitares acoustique et électrique, harmonica, chœurs
- Gary Burr: Guitare électrique, mandoline, chœurs
- Steve Dudas: Guitare électrique
- Mark Hart: Claviers, chœurs
- Matt Bissonette: Basse, chœurs
- Gregg Bissonette: Batterie, chœurs
- Colin Hay/Cecilia Noel : Chœurs sur With a Little Help from my friends Finale

## Production
- Mark Hudson/Ringo Starr : Production
- Frank Pappalardo : Technicien/Ingénieur
- Bruce Sugar : Mixing
- George Marino : Mastering aux Studios Sterling sound, New-York
- Paul Grosso : Direction Créative
- Andrew Kelley : Direction Artistique, Design
- Brent Carpenter/Gary Burr : Photographies